# 大衛·科恩 (情報官員)
大衛·科恩（英語：David Cohen），曾任紐約市警察局情報副局長，該職位是為應對九一一襲擊事件而設立的。在此之前，他曾擔任美國中央情報局行動副局長，在該機構工作了35年。離開中央情報局後，他曾在私營部門短暫工作，為美國國際集團進行全球風險評估。他於2013年12月從紐約市警察局退休，並由哥倫比亞廣播公司前記者約翰·米勒接替他。